# Barco
Pour les articles homonymes, voir Barco (homonymie).
Barco est une entreprise, dont le siège social est à Courtrai (Belgique), qui fournit des solutions de visualisation et d’affichage destinées aux marchés professionnels. C'est également une marque sous laquelle elle commercialise ses produits.

## Historique
Fondée en 1934 par Lucien De Puydt, elle assemble des récepteurs radio à partir de pièces américaines, d'où son nom, l'acronyme de Belgian American Radio COrporation.

## Activités
Barco commercialise des produits dans les domaines suivants :
- imagerie médicale
- média et divertissement, incluant le cinéma numérique
- infrastructure
- trafic & transport
- défense & sécurité
- éducation & formation
- audiovisuel d'entreprise.

Barco conçoit et développe essentiellement des vidéoprojecteurs pour la projection sur grand écran, des systèmes de visualisation pour des applications de réalité virtuelle et des systèmes d’inspection visuelle.
L’entreprise est active à l’échelle mondiale et possède ses propres implantations pour la vente et le marketing, l’assistance à la clientèle, la R&D et la production en Europe, en Amérique du Nord et dans la région Asie-Pacifique.
Pour l’année fiscale 2004, Barco a réalisé un chiffre d’affaires net de 671,9 millions d’euros, avec une marge d’EBITA de 10,7 %.
Les actions ordinaires de Barco sont cotées à la bourse de Bruxelles sur Euronext : BAR. Des informations sur les actions peuvent être obtenues sur Bloomberg sous le symbole BAR BB et sur Reuters sous BARBt.BR. Barco fit plusieurs fois partie du BEL20. En 2012, elle fait partie du Next 150.

## Actionnaires
Au 21 avril 2019
| Nom                               | Actions   | %     |
| Van De Wiele Group                | 2 394 485 | 18,3% |
| Barco (autocontrôle)              | 705 440   | 5,40% |
| Ardian                            | 658 357   | 5,04% |
| Norges Bank Investment Management | 586 560   | 4,49% |
| 3 D                               | 515 615   | 3,95% |
| Templeton Investment Counsel      | 340 575   | 2,61% |
| Dimensional Fund Advisors         | 268 333   | 2,05% |
| The Vanguard Group                | 249 374   | 1,91% |
| Oddo BHF Asset Management         | 189 342   | 1,45% |
| Baring Asset Management           | 167 704   | 1,28% |

## Cinéma numérique
Barco produit plusieurs modèles de projecteurs pour le cinéma numérique en résolution 2K (DP2K-10Sx, DP2K-12C, DP2K-15C, DP2K-19B, DP2K-20C, DP2K-23B, DP2K-32B) et 4K (DP4K-23B, DP4K-32B).